# آستین ماهون
آستین ماهون (به انگلیسی: Austin Mahone) (زادهٔ ۴ آوریل ۱۹۹۶) یک خوانندهٔ پاپ آمریکایی است که در سال ۲۰۱۱ به‌علت پخش ویدیوهای اینترنتی از اجراهای خودش محبوب شد. نخستین آهنگ آستین ماهون باعنوان «۱۱:۱۱» در تاریخ ۱۴ فوریهٔ ۲۰۱۲ منتشر شد.

## پیش‌زمینه
آستین ماهون نخست پست‌های ویدئویی‌اش را روی یوتیوب با دوستش الکس کونستانکیو در ژوئن ۲۰۱۰ آغاز کرد. او همچنین جاستین بیبر دوم نامیده شده‌است. ویدیوهای ماهون شامل نسخهٔ دوم زیر دارواش بیبر هم می‌شود که در اواخر اکتبر ۲۰۱۱ منتشر شد و به قدری مشهور شد که نسخهٔ اصلی بیبر را تحت‌الشعاع خود قرار داد.
در سپتامبر ۲۰۱۱ ماهون رتبهٔ ۳۸ را در جدول اختصاصی بیلبورد از بین ۵۰ رتبه به خود اختصاص داد که جوان‌ترین فرد در این فهرست به نظر می‌رسد. رتبهٔ او در فهرست ۲ دسامبر به ۲۸ افزایش یافت. طرفداران ماهون اکثراً نوجوانان هستند. طرفداران او «ماهومیز» خوانده می‌شوند.

## زندگی شخصی
آستین ماهون در ۴ آوریل ۱۹۹۶ در سن‌آنتونیو، تگزاس زاده شد. پدر ماهون زمانی که او تنها ۱۶ ماه داشت، فوت کرد و او به‌همراه مادرش در تگزاس و در شهرهای سیگوین، سن‌آنتونیو و لا ورنیا بزرگ شد. اصالت او به انگلستان، آلمان، فرانسه و اسلواکی برمی‌گردد. پس از این‌که مادرش از دومین شوهرش جدا شد، ماهون به سن‌آنتونیو بازگشت و در «دبیرستان لیدی بیرد جانسون» تحصیل کرد اما مدتی بعد به‌دلیل شهرت روز افزونش مدرسه را رها کرد و در خانه به ادامهٔ تحصیل پرداخت.

## کنسرت‌ها
- در ۲۲ مهٔ ۲۰۱۲ نخستین کنسرت بهاری خود را برگزار کرد.[۲]
- در ۵ ژوئن ۲۰۱۲ دومین آهنگش را باعنوان «چیزی بگو» منتشر نمود.[۲]
- در ۲۲ ژوئن ۲۰۱۲ در نیویورک کنسرتی برگزار کرد؛ به طوری که همهٔ بلیت‌ها در عرض ۲۰ دقیقه به فروش رسید.[۲]